# Louis Rukeyser
Louis Richard Rukeyser (New York, 30 gennaio 1933 – Greenwich, 2 maggio 2006) è stato un giornalista statunitense, noto per aver condotto del programma televisivo Louis Rukeyser's Wall Street.

## Biografia
Dal 1954 al 1965, Rukeyser lavorò come corrispondente politico ed estero per il quotidiano The Baltimore Sun. Si è poi trasferito alla ABC e ha lavorato come corrispondente e commentatore economico. Lasciò la ABC nel 1973. Nel 1970, ha iniziato la popolare serie del Public Broadcasting Service (PBS) Wall Street Week with Louis Rukeyser, prodotta dalla Maryland Public Television, una stazione della PBS a Owings Mills, nel Maryland. Lo spettacolo è andato in onda per 32 anni, raggiungendo il suo picco di ascolti a metà degli anni '1980. Rukeyser è stato orgoglioso di aver creato il primo programma televisivo incentrato su Wall Street, utilizzando una combinazione di erudizione, schiettezza e brio per far conoscere al pubblico gli arcani meccanismi del mercato azionario e dell'economia.
Rukeyser ha pubblicato due newsletter finanziarie: Louis Rukeyser's Wall Street, edita per la prima volta nel 1992 e Louis Rukeyser's Mutual Funds, pubblicata due anni dopo.

## Vita privata
Rukeyser e sua moglie, la giornalista britannica Alexandra Gill, ebbero tre figlie, Beverley Jane, Susan Athena e Stacy Alexandra. Rukeyser è morto di mieloma multiplo nella sua casa di Greenwich, nel Connecticut, il 2 maggio 2006. Il suo corpo è stato cremato. Aveva 73 anni.

## Opere
- (EN) How to Make Money in Wall Street, Main Street Books, 1976, ISBN 978-0385046527.
- (EN) What's Ahead for the Economy: The Challenge and The Chance, New York, Simon & Schuster, 1983, ISBN 978-0-671-44996-4.
- (EN) What's Ahead for the Economy: Revised and Updated, New York, Simon & Schuster, 1985, ISBN 978-0-671-55790-4.